# فهرست گل‌های ملی ارلینگ هالند
ارلینگ هالند بهترین گلزن تاریخ تیم ملی فوتبال نروژ است. او از ۱۰ سپتامبر ۲۰۱۹ تا ۱۷ نوامبر ۲۰۲۴ در ۳۹ بازی ملی ۳۸ گل به ثمر رسانده است.

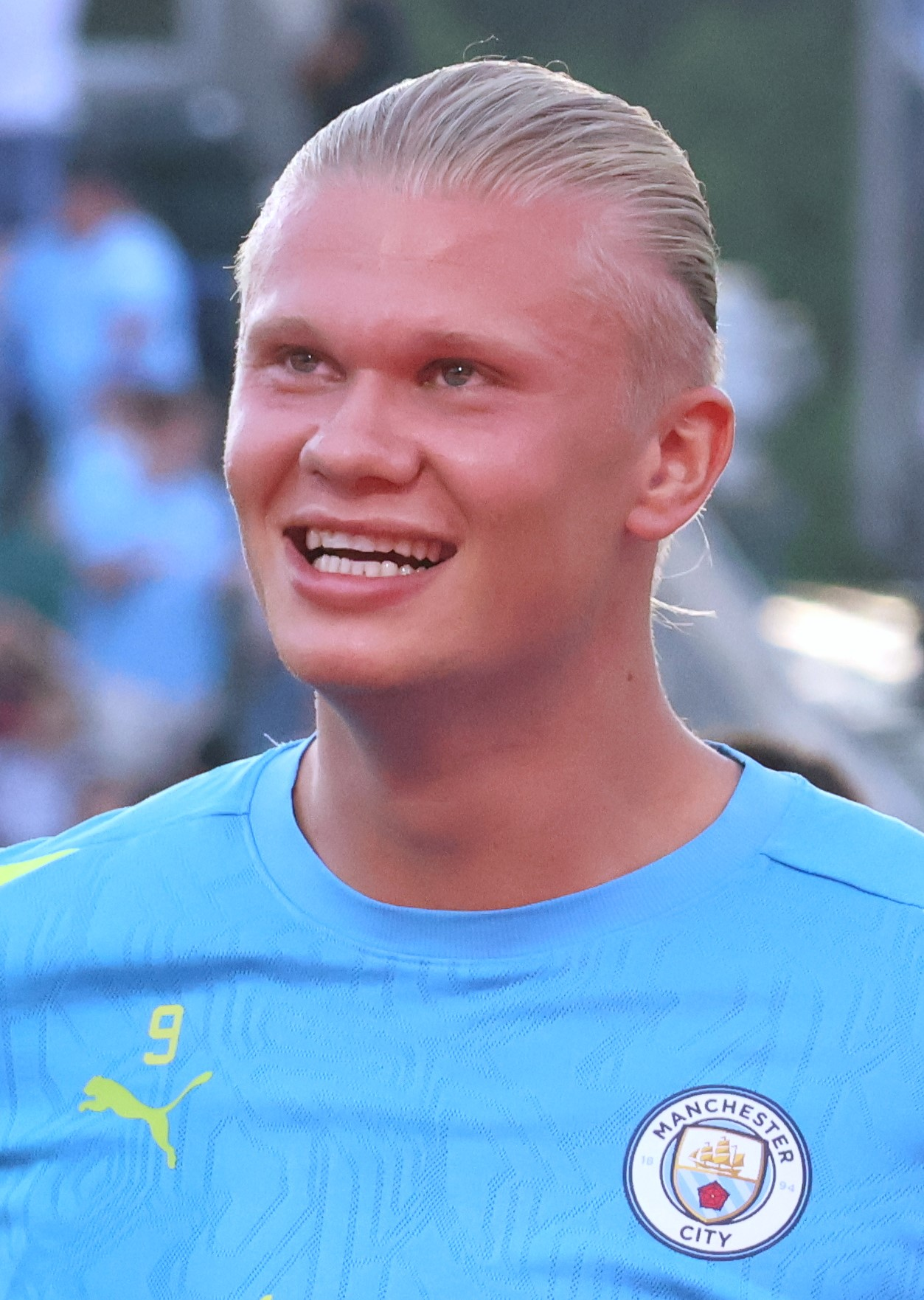
ارلینگ هالند در سال ۲۰۲۴ همراه با باشگاه فوتبال منچستر سیتی

در ۱۱ اکتبر ۲۰۲۱، او در پیروزی ۴ بر ۰ مقابل رومانی اولین هتریک خود را ثبت کرد.

## گل‌های ملی
تا تاریخ ۶ ژوئن ۲۰۲۵
| شماره | تاریخ           | میزبان    | بازی ملی | حریف         | نتیجه | رقابت                         |
| ----- | --------------- | --------- | -------- | ------------ | ----- | ----------------------------- |
| ۱     | ۴ سپتامبر ۲۰۲۰  | نروژ      | ۳        | اتریش        | ۱–۲   | لیگ ملت‌های اروپا ۲۱–۲۰۲۰      |
| ۲     | ۷ سپتامبر ۲۰۲۰  | بلفاست    | ۴        | ایرلند شمالی | ۵–۱   | لیگ ملت‌های اروپا ۲۱–۲۰۲۰      |
| ۳     | ۷ سپتامبر ۲۰۲۰  | بلفاست    | ۴        | ایرلند شمالی | ۵–۱   | لیگ ملت‌های اروپا ۲۱–۲۰۲۰      |
| ۴     | ۱۱ اکتبر ۲۰۲۰   | اوسلو     | ۶        | رومانی       | ۴–۰   | لیگ ملت‌های اروپا ۲۱–۲۰۲۰      |
| ۵     | ۱۱ اکتبر ۲۰۲۰   | اوسلو     | ۶        | رومانی       | ۴–۰   | لیگ ملت‌های اروپا ۲۱–۲۰۲۰      |
| ۶     | ۱۱ اکتبر ۲۰۲۰   | اوسلو     | ۶        | رومانی       | ۴–۰   | لیگ ملت‌های اروپا ۲۱–۲۰۲۰      |
| ۷     | ۲ ژوئن ۲۰۲۱     | مالاگا    | ۱۱       | لوکزامبورگ   | ۱–۰   | دوستانه                       |
| ۸     | ۱ سپتامبر ۲۰۲۱  | اوسلو     | ۱۳       | هلند         | ۱–۱   | مقدماتی جام جهانی ۲۰۲۲        |
| ۹     | ۴ سپتامبر ۲۰۲۱  | ریگا      | ۱۴       | لتونی        | ۲–۰   | مقدماتی جام جهانی ۲۰۲۲        |
| ۱۰    | ۷ سپتامبر ۲۰۲۱  | اوسلو     | ۱۵       | جبل طارق     | ۵–۱   | مقدماتی جام جهانی ۲۰۲۲        |
| ۱۱    | ۷ سپتامبر ۲۰۲۱  | اوسلو     | ۱۵       | جبل طارق     | ۵–۱   | مقدماتی جام جهانی ۲۰۲۲        |
| ۱۲    | ۷ سپتامبر ۲۰۲۱  | اوسلو     | ۱۵       | جبل طارق     | ۵–۱   | مقدماتی جام جهانی ۲۰۲۲        |
| ۱۳    | ۲۵ مارس ۲۰۲۲    | اوسلو     | ۱۶       | اسلواکی      | ۲–۰   | دوستانه                       |
| ۱۴    | ۲۹ مارس ۲۰۲۲    | اوسلو     | ۱۷       | ارمنستان     | ۹–۰   | دوستانه                       |
| ۱۵    | ۲۹ مارس ۲۰۲۲    | اوسلو     | ۱۷       | ارمنستان     | ۹–۰   | دوستانه                       |
| ۱۶    | ۲ ژوئن ۲۰۲۲     | بلگراد    | ۱۸       | صربستان      | ۱–۰   | لیگ ملت‌های اروپا ۲۳–۲۰۲۲      |
| ۱۷    | ۵ ژوئن ۲۰۲۲     | سولنا     | ۱۹       | سوئد         | ۲–۱   | لیگ ملت‌های اروپا ۲۳–۲۰۲۲      |
| ۱۸    | ۵ ژوئن ۲۰۲۲     | سولنا     | ۱۹       | سوئد         | ۲–۱   | لیگ ملت‌های اروپا ۲۳–۲۰۲۲      |
| ۱۹    | ۱۲ ژوئن ۲۰۲۲    | اوسلو     | ۲۱       | سوئد         | ۳–۲   | لیگ ملت‌های اروپا ۲۳–۲۰۲۲      |
| ۲۰    | ۱۲ ژوئن ۲۰۲۲    | اوسلو     | ۲۱       | سوئد         | ۳–۲   | لیگ ملت‌های اروپا ۲۳–۲۰۲۲      |
| ۲۱    | ۲۴ سپتامبر ۲۰۲۲ | لیوبلیانا | ۲۲       | اسلواکی      | ۱–۲   | لیگ ملت‌های اروپا ۲۳–۲۰۲۲      |
| ۲۲    | ۱۷ ژوئن ۲۰۲۳    | اسلو      | ۲۴       | اسکاتلند     | ۱–۲   | مقدماتی جام ملت‌های اروپا ۲۰۲۴ |
| ۲۳    | ۲۰ ژوئن ۲۰۲۳    | اسلو      | ۲۵       | قبرس         | ۳–۱   | مقدماتی جام ملت‌های اروپا ۲۰۲۴ |
| ۲۴    | ۲۰ ژوئن ۲۰۲۳    | اسلو      | ۲۵       | قبرس         | ۳–۱   | مقدماتی جام ملت‌های اروپا ۲۰۲۴ |
| ۲۵    | ۱۲ سپتامبر ۲۰۲۳ | اسلو      | ۲۶       | گرجستان      | ۲–۱   | مقدماتی جام ملت‌های اروپا ۲۰۲۴ |
| ۲۶    | ۱۲ اکتبر ۲۰۲۳   | لارناکا   | ۲۷       | قبرس         | ۴–۰   | مقدماتی جام ملت‌های اروپا ۲۰۲۴ |
| ۲۷    | ۱۲ اکتبر ۲۰۲۳   | لارناکا   | ۲۷       | قبرس         | ۴–۰   | مقدماتی جام ملت‌های اروپا ۲۰۲۴ |
| ۲۸    | ۵ ژوئن ۲۰۲۴     | اسلو      | ۳۱       | کوزوو        | ۳–۰   | دوستانه                       |
| ۲۹    | ۵ ژوئن ۲۰۲۴     | اسلو      | ۳۱       | کوزوو        | ۳–۰   | دوستانه                       |
| ۳۰    | ۵ ژوئن ۲۰۲۴     | اسلو      | ۳۱       | کوزوو        | ۳–۰   | دوستانه                       |
| ۳۱    | ۸ ژوئن ۲۰۲۴     | پرونپی    | ۳۲       | دانمارک      | ۱–۳   | دوستانه                       |
| ۳۲    | ۹ سپتامبر ۲۰۲۴  | اسلو      | ۳۴       | اتریش        | ۲–۱   | لیگ ملت‌های اروپا ۲۵–۲۰۲۴      |
| ۳۳    | ۱۰ اکتبر ۲۰۲۴   | اسلو      | ۳۵       | اسلوونی      | ۳–۰   | لیگ ملت‌های اروپا ۲۵–۲۰۲۴      |
| ۳۴    | ۱۰ اکتبر ۲۰۲۴   | اسلو      | ۳۵       | اسلوونی      | ۳–۰   | لیگ ملت‌های اروپا ۲۵–۲۰۲۴      |
| ۳۵    | ۱۴ نوامبر ۲۰۲۴  | لیوبلیانا | ۳۷       | اسلوونی      | ۴–۱   | لیگ ملت‌های اروپا ۲۵–۲۰۲۴      |
| ۳۶    | ۱۷ نوامبر ۲۰۲۴  | اسلو      | ۳۸       | قزاقستان     | ۵–۰   | لیگ ملت‌های اروپا ۲۵–۲۰۲۴      |
| ۳۷    | ۱۷ نوامبر ۲۰۲۴  | اسلو      | ۳۸       | قزاقستان     | ۵–۰   | لیگ ملت‌های اروپا ۲۵–۲۰۲۴      |
| ۳۸    | ۱۷ نوامبر ۲۰۲۴  | اسلو      | ۳۸       | قزاقستان     | ۵–۰   | لیگ ملت‌های اروپا ۲۵–۲۰۲۴      |
| ۴۰    | ۶ ژوئن ۲۰۲۵     | اسلو      | ۴۱       | ایتالیا      | ۳–۰   | جام ملت‌های اروپا ۲۰۲۵         |

## هتریک
| # | تاریخ          | میزبان | حریف     | نتیجه | رقابت                    | تعداد گل |
| - | -------------- | ------ | -------- | ----- | ------------------------ | -------- |
| ۱ | ۱۱ اکتبر ۲۰۲۰  | اسلو   | رومانی   | ۴–۰   | لیگ ملت‌های اروپا ۲۱–۲۰۲۰ | ۳        |
| ۲ | ۷ سپتامبر ۲۰۲۱ | اسلو   | جبل طارق | ۵–۱   | مقدماتی جام جهانی ۲۰۲۲   | ۳        |
| ۳ | ۵ ژوئن ۲۰۲۴    | اسلو   | کوزوو    | ۳–۰   | دوستانه                  | ۳        |
| ۴ | ۱۷ نوامبر ۲۰۲۴ | اسلو   | قزاقستان | ۵–۰   | لیگ ملت‌های اروپا ۲۵–۲۰۲۴ | ۳        |

## آمار

### بازی و گل‌های ملی بر اساس سال
| نروژ  | نروژ | نروژ |
| سال   | بازی | گل   |
| ----- | ---- | ---- |
| ۲۰۱۹  | ۲    | ۰    |
| ۲۰۲۰  | ۵    | ۶    |
| ۲۰۲۱  | ۸    | ۶    |
| ۲۰۲۲  | ۸    | ۹    |
| ۲۰۲۳  | ۶    | ۶    |
| ۲۰۲۴  | ۱۰   | ۱۱   |
| ۲۰۲۵  | ۲    | ۲    |
| مجموع | ۴۱   | ۴۰   |

### بازی و گل‌های ملی بر اساس رقابت
| رقابت                    | بازی | گل |
| ------------------------ | ---- | -- |
| مقدماتی جام جهانی فوتبال | ۶    | ۵  |
| مقدماتی جام ملت‌های اروپا | ۸    | ۶  |
| لیگ ملت‌های اروپا         | ۱۶   | ۱۹ |
| دوستانه                  | ۹    | ۸  |
| مجموع                    | ۳۹   | ۳۸ |

### گل‌های ملی بر پایه رقیب
| رقیب         | گل |
| ------------ | -- |
| قبرس         | ۴  |
| اسلوونی      | ۴  |
| سوئد         | ۴  |
| جبل طارق     | ۳  |
| قزاقستان     | ۳  |
| کوزوو        | ۳  |
| رومانی       | ۳  |
| ارمنستان     | ۲  |
| اتریش        | ۲  |
| ایرلند شمالی | ۲  |
| دانمارک      | ۱  |
| گرجستان      | ۱  |
| لتونی        | ۱  |
| لوکزامبورگ   | ۱  |
| هلند         | ۱  |
| اسکاتلند     | ۱  |
| صربستان      | ۱  |
| اسلواکی      | ۱  |
| ایتالیا      | ۱  |
| مجموع        | ۳۹ |